# Хасан Бркић
Хасан Бркић Ацо (Ливно, 16. јул 1913 — Сарајево, 14. јун 1965) био је учесник Народноослободилачке борбе, друштвено-политички радник СФР Југославије и СР Босне и Херцеговине и народни херој Југославије.

## Биографија
Рођен је 16. јула 1913. године у Ливну. Основну школу је завршио у Ливну, а гимназију је похађао у Бихаћу, Бањој Луци и Сарајеву. Потом је студирао на Правном факултету у Београду, где је дипломирао 1937. године.
Још као гимназијалац приступио је омладинском револуционарном покрету и постао члан Савеза комунистичке омладине Југославије (СКОЈ). За време студија у Београду, истицао се у водећим круговима револуционарног студентског покрета. У чланство Комунистичке партије Југославије (КПЈ) примљен је 1933. године. Као представник Београдског универзитета, учествовао је 1936. године у Прагу, заједно са Ивом Лолом Рибаром и Вељком Влаховићем, на конгресу Светске федерације студената. Због револуционарне активности, током студије, више пута је привођен и малтретиран од полиције.
После завршетка студија, 1937. године, дошао је у Сарајево и запослио се као чиновник у „Аграрној банци“. Одмах по доласку у Сарајево ступио је у везу са партијском организацијом и укључио се у њен рад. Због политичког рада, био је отпуштен из службе, па је извесно време радио у градској општини, а потом, као адвокатски приправник. Од почетка 1938. године, са групом опуномоћеника Централног комитета КПЈ, радио је на развоју и консолидацији партијских организација у Босни и Херцеговини и био учесник Четврте Покрајинске конференције КПЈ за Босну и Херцеговину, одржане у Мостару 1938. године. Године 1940, изабран је за секретара Окружног комитета КПЈ за Сарајево.
По избијању Априлског рата, 1941. године, био је мобилисан и капитулација Југословенске краљевске војске, га је затекла у Сињу. Одатле се вратио у родно место, где је учествовао у раду месне партијске организације, а потом се вратио у Сарајево и одмах укључио у рад на припреми оружаног устанка у Босни и Херцеговини. Био је један од учесника седнице Покрајинског комитета КПЈ за Босну и Херцеговину, одржане 13. јула, на којој је разматрана одлука ЦК КПЈ о почетку оружаног устанка. На овој седници примио је дужност команданта Штаба партизанских одреда сарајевске области и учествовао у стварању првих партизанских одреда — Романијског, Калиновичког и Одреда „Звијезда“.
Током Народноослободилачке борбе обављао је многе одговорне дужности у Народноослободилачкој војсци Југославије:
- политичког комесара Партизанског одреда „Звијезда“,
- заменика политичког комесара Шесте пролетерске источнобосанске ударне бригаде,
- политичког комесара 27. источнобосанске дивизије,

Био је већник Антифашистичког већа народног ослобођења Југославије (АВНОЈ) и од новембра 1943. до 1945. секретар Земаљског антифашистичког већа народног ослобођења Босне и Херцеговине (ЗАВНОБиХ). Током рата је изабран у чланство Покрајинског комитета КПЈ за Босну и Херцеговину и био секретара Окружног комитета КПЈ за источну Босну.
Иако се током читавог рата налазио на виском војним функцијама, и поред тога је често учествовао у директној бори с непријатељем. Посебно се истакао - у освајању усташког упоришта на Хан Погледу, у близини Хан Пијеска, код Власенице, када се са групом митраљезаца провукао између стража до главног утврђења; у диверзији на прузи Вареш-Бреза код Пајтовог Хана; у борби с јаким немачким снагама током Друге офанзиве; у борби с четницима, када је са Пером Косорићем, народним херојем, и групом бораца, после напорног марша по снежној вејавици изненадио четнике и потпуно их разбио.
После ослобођења Југославије обављао је одговорне дужности у републици и федерацији. Био је министар у првој Влади Народне Републике Босне и Херцеговине, државни секретар народне привреде и државни подсекретар за иностране послове у Влади ФНРЈ. Од 1958. до 1961. био је секретар за индустрију Савезног извршног већа (СИВ), од 1961. до 1963. потпредседник Извршног већа НР БиХ, а од 1963. до смрти председник Извршног већа Социјалистичке Републике Босне и Херцеговине.
Упоредо са одговорним државним функцијама, обављао је и високе партијске функције — био је члан Политбироа Централног комитета Комунистичке партије Босне и Херцеговине; члан Централног комитета Савеза комуниста Југославије, од 1952. и члан Извршног комитета Централног комитета Савеза комуниста Босне и Херцеговине, од 1965. године. Имао је чин резервног пуковника Југословенске народне армије (ЈНА).
Умро је 14. јун 1965. у Сарајеву и сахрањен је на гробљу „Лав“. Бавио се проблематиком економске политике и из те области је објавио више чланака у часописима „Наша стварност“, „Поглед“ и др. Године 1967, изашла је књига „У матици живота“, са избором његових радова, које су уредили и припремили за штампу — Милан Кнежевић и Угљеша Даниловић.
Носилац је Партизанске споменице 1941. и других југословенских одликовања. Орденом народног хероја одликован је 27. новембра 1953. године.